# Jean-Noël de Bouillane de Lacoste
Jean-Noël de Bouillane de Lacoste (* 23. Dezember 1934 in Vendôme; † 21. Juli 2020 in Le Kremlin-Bicêtre) war ein französischer Diplomat und Journalist.

## Leben
Von 21. Juni 1982 bis 23. April 1985 war er Botschafter in Vientiane, Laos. Von 27. Mai 1992 bis 10. Oktober 1995 war er Botschafter in Tunis, Tunesien. Von 13. August 1993 bis 16. November 1995 war er Botschafter in Tel Aviv, Israel.
| Vorgänger       | Amt                                             | Nachfolger                 |
| --------------- | ----------------------------------------------- | -------------------------- |
| Roger Duzer     | Französischer Botschafter in Laos 1982–1985     | Marc Menguy                |
| Alain Grenier   | Französischer Botschafter in Tunesien 1992–1995 | Jacques Lanxade            |
| Pierre Brochand | Französischer Botschafter in Israel 1995–1999   | Jacques Gabriel Huntzinger |